# 前保洋
前 保洋（まえ やすひろ）は、日本の鹿児島県出身の元アマチュア野球選手である。ポジションは投手。

## 来歴・人物
鹿児島玉龍高校では、1年生からエースとして活躍。1966年秋季九州大会に進むが、1回戦で津久見高の吉良修一らに抑えられ完封負け。翌1967年夏の甲子園県予選は準決勝で、エース辻原幸雄を擁する川内高に敗れる。同年秋季九州大会も準決勝に進出、しかし佐賀工に敗れ春の選抜出場を逸する。翌1968年夏の甲子園県予選も準々決勝で指宿商に敗退し、甲子園への出場は実現しなかった。同年のドラフト会議で広島から5位指名されたが入団を拒否。
明治大学に進学。東京六大学野球リーグでは1969年春季リーグで優勝を経験するが、その後は法大、慶大の全盛期となり優勝には届かなかった。大学同期に捕手、一塁手の加藤安雄がいる。
大学卒業後に日本鋼管に入社。1976年の都市対抗では全6試合に登板する。中継ぎ、抑えとして起用され、先発の梶間健一、上岡誠二からの継投で3勝を記録、決勝に進む。決勝は北海道拓殖銀行の千藤和久と梶間が互いに無失点で投手戦を展開。梶間を8回からリリーフし、9回表に明大後輩の斎藤茂樹が拓銀二番手の有沢賢持（日産サニー札幌から補強）から適時二塁打を放つ。この決勝点を守り切り、自らの4勝目を挙げて優勝を飾った。大会優秀選手に選出され、同年のアマチュア野球世界選手権の日本代表となる。1977年の都市対抗でも2試合にリリーフとして登板。1978年限りで引退。